# Мауританија
Мауританија, или званично Исламска Република Мауританија (арап. الجمهورية الإسلامية الموريتان), је држава у западној Африци. Излази на Атлантски океан на западу, граничи се са Сенегалом на југозападу, Малијем на истоку и југоистоку, Алжиром на североистоку, и на северозападу са Западном Сахаром, територијом коју је анектирао Мароко. Име долази од античког берберског краљевства Мауретаније. Главни и највећи град је Нуакшот, који се налази на атлантској обали.

## Историја
Од петог до седмог века миграција берберских племена из северне Африке је отерала Бафуре, прве становнике Мауританије и претке народа Сонинке. Године 1076. Алморавиди су напали и освојили Гана царство. Мауритански тридесетогодишњи рат (1644−76) је неуспешни покушај Бербера да зауставе инвазију арапских племена које је предводило племе Бени Хасан. Потомци овог племена чине горње слојеве мауританског друштва.
Француска колонизација на почетку 20. века је донела укидање ропства и крај међуплеменских ратова. Током колонијалног доба становништво је остало номадско, али велики број црнаца чији су преци вековима раније били протерани из земље је почео да се враћа на југ земље.
Мауританија је постала независна 28. новембра 1960. Председник Моктар улд Дада је реформисао Мауританију у ауторитарну једнопартијску државу 1964. својим новим уставом. Његова Партија мауританског народа је постала владајућа организација. Дада је поново изабран за председника [1966, 1971 и 1976. 1975. делимично због националистичких разлога и делимично због страха од мароканског експанзионизма, Мауританија је напала и анексирала јужну трећину бивше Шпанске Сахаре (данашња Западна Сахара) 1975. променивши јој име у Тирис ал Гарбија. Године 1978. пуковник Мустафа улд Салек је извршио државни удар и уклонио председника, власт је прешла на Војни комитет за национални опоравак (ЦМРН). 1979. њега је отерала друга група официра која је променила име хунте у Војни комитет за национални спас (ЦМСН), чији шеф је постао пуковник Мухамед Куна улд Хаидала. Децембра 1984. Мауја улд Сид`Ахмед Таја је уклонио Хаидала и прогласио се шефом ЦМСН-а. Августа 2005. део мауританске војске, укључујући и чланове председничке гарде, је заузео главне тачке главног града Нуакшота, док је председник Улд Таја био ван земље. Улд Таја више није могао да се врати и остао је у егзилу. Нова Хунта се назвала Војни савет за правду и демократију, чији вођа је пуковник Ели улд Мухамед Вал.
На референдуму 26. јуна 2006. грађани Мауританије су већином од 97% одобрили нови устав који је ограничио дужину мандата председника. Вођа хунте, пуковник Вал је обећао да ће се придржавати устава и да ће мирно препустити власт. На дан 10. априла 2007. Мауританија је поновно примљена у чланство Афричке уније, пошто је суспендована након удара из 2005. године. Дана 19. априла 2007. на дужност председника ступио је Сиди улд Шеик Абдалахи.
Војска Мауританије је извела државни удар против председника Сиди Мухамеда Абдулахија 6. августа 2008. Након хапшења председника и премијера сву власт је преузео Мухамед улд Абдел Азиз.

## Географија

### Положај
Државе са којима се Мауританија граничи су: Западна Сахара (под контролом Марока), Алжир, Мали и Сенегал. Површина државе износи 1.030.700 km², чиме је Мауританија је 29. држава на свету.

### Геологија и рељеф
Северни и већи део средишњег дела земље заузима пустиња Сахара у којој је живот ограничен на оазе. На југу земље простире се степски Сахел где нешто већа количина падавина омогућава развој номадског сточарства и ограниченог ратарства. Пољопривреда могућа је само на крајњем југозападу уз обале граничне реке Сенегал. Рељеф Мауританије састоји се од низина и ниских узвисина, а највиши врх је Кедијет Ијил (915 m) на северу уз западносахарску границу.

### Клима
Клима је тропска пустињска, са дуготрајним сушама.

## Административна подела
Мауританија је подељена у 13 региона који су подељени у 44 департмана. Региони и њихови главни градови су:
| Регион        | Административни центар |
| ------------- | ---------------------- |
| Адрар         | Аејар                  |
| Асаба         | Кифа                   |
| Бракна        | Алег                   |
| Дакле Нуадибу | Нуадибу                |
| Горгол        | Каједи                 |
| Гидимака      | Селибаби               |
| Од еш Шарги   | Нема                   |
| Од еш Гарби   | Ејун ел Атрус          |
| Еншири        | Акжужт                 |
| Нуакшот       | Нуакшот                |
| Тагант        | Тиџикжа                |
| Тирис Земур   | Фдерик                 |
| Трарза        | Росо                   |

## Привреда
Мауританија је тринаести произвођач гвожђа на свету које представља 50% извоза земље. Мауританија годишње произведе 10,4 милиона тона и њене залихе су процењене на 200 милиона тона. Мауританија је постала произвођач нафте 2006. Нафтно поље је откривено у Атлантском океану и аустралијско предузеће Вудсајд је добило право на експлоатацију. Резерве овог поља су процењене на 120 милиона барела. Власти су процениле да ће у 2006. зарадити 180 милиона долара, што представља четвртину државног буџета. Мауританија је један од региона света најбогатијих рибом. Око половина становништва је још увек запослена у пољопривреди која је у паду због честих суша током 1970-их и 1980-их година двадесетог века.